# Stuart (Iowa)

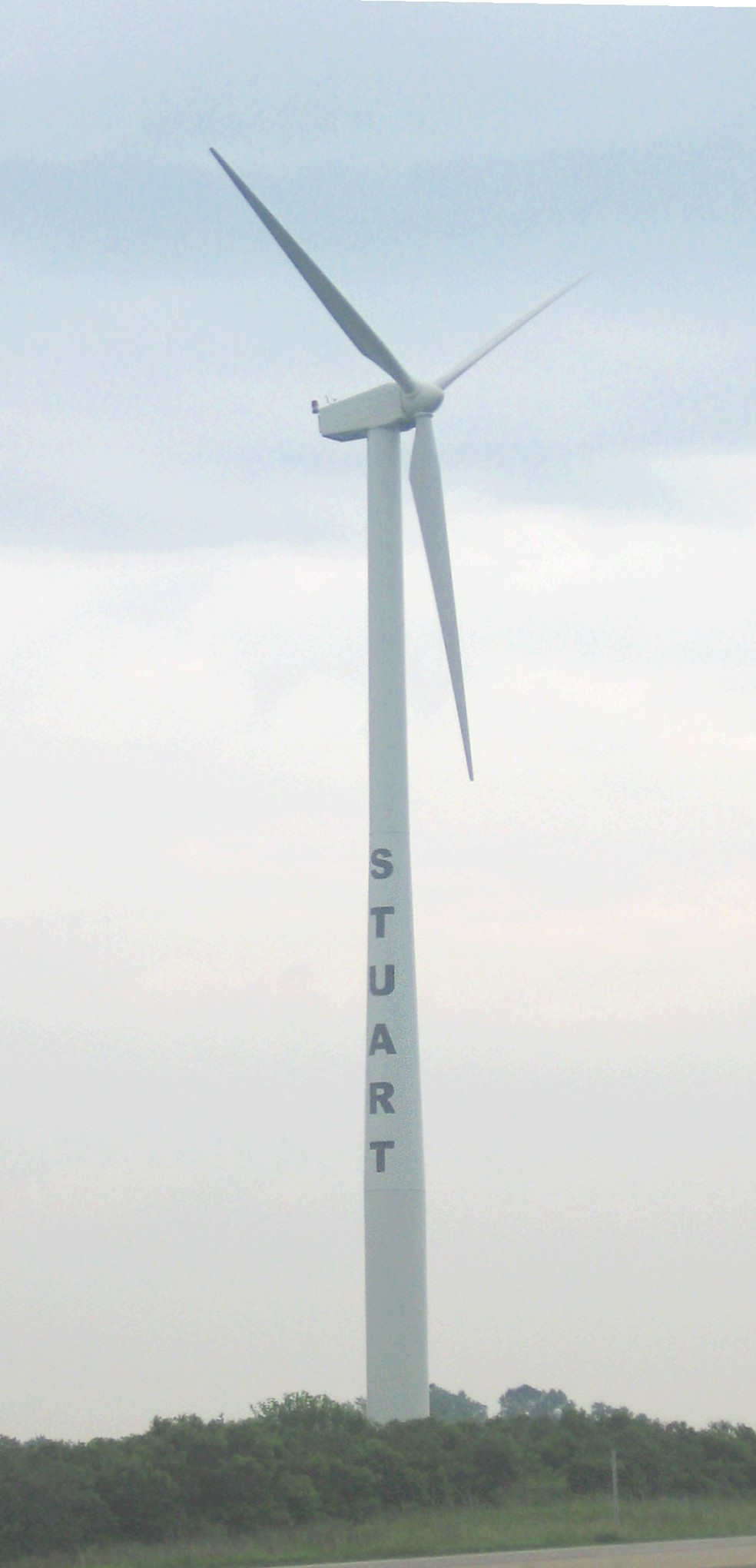
Aerogenerador en las afueras de la ciudad.

Stuart es una ciudad ubicada en los municipios de Lincoln y Stuart, pertenecientes a los condados de Adair y Guthrie, respectivamente, en el estado estadounidense de Iowa. Según el censo de 2020, tiene una población de 1782 habitantes.
La porción de la ciudad ubicada en el condado de Guthrie forma parte del Área Metropolitana Estadística de Des Moines–West Des Moines.

## Geografía
Stuart se encuentra ubicada en las coordenadas 41°30′13″N 94°19′14″O / 41.50361, -94.32056.

## Demografía
Según la Oficina del Censo en 2000 los ingresos medios por hogar en la localidad eran de $33.491, y los ingresos medios por familia eran $41.600. Los hombres tenían unos ingresos medios de $31.156 frente a los $21.638 para las mujeres. La renta per cápita para la localidad era de $17.113. Alrededor del 8,4% de la población estaban por debajo del umbral de pobreza.